# Eleva
Eleva és una població dels Estats Units a l'estat de Wisconsin. Segons el cens del 2000 tenia 635 habitants.

## Demografia
Segons el cens del 2000, Eleva tenia 635 habitants, 277 habitatges, i 175 famílies. La densitat de població era de 454 habitants per km².
Dels 277 habitatges en un 26,7% hi vivien nens de menys de 18 anys, en un 49,5% hi vivien parelles casades, en un 9,4% dones solteres, i en un 36,8% no eren unitats familiars. En el 33,9% dels habitatges hi vivien persones soles el 15,9% de les quals corresponia a persones de 65 anys o més que vivien soles. El nombre mitjà de persones vivint en cada habitatge era de 2,29 i el nombre mitjà de persones que vivien en cada família era de 2,89.
Per edats la població es repartia de la següent manera: un 23,5% tenia menys de 18 anys, un 7,1% entre 18 i 24, un 28,7% entre 25 i 44, un 21,3% de 45 a 60 i un 19,5% 65 anys o més.
L'edat mediana era de 38 anys. Per cada 100 dones de 18 o més anys hi havia 92,1 homes.
La renda mediana per habitatge era de 31.250 $ i la renda mediana per família de 41.964 $. Els homes tenien una renda mediana de 30.294 $ mentre que les dones 21.618 $. La renda per capita de la població era de 15.814 $. Aproximadament el 5,6% de les famílies i el 9,5% de la població estaven per davall del llindar de pobresa.

## Poblacions més properes
El següent diagrama mostra les poblacions més properes.